# Giuseppe Trautteur
Giuseppe Trautteur (Napels, 5 december 1936) is een Italiaanse computerwetenschapper, natuurkundige en schrijver die bekend staat om zijn bijdrage aan de thema's van de cybernetica.
Hij studeerde in 1959 af in de natuurkunde met een proefschrift over geïoniseerde gassen aan de universiteit van Rome, en vervolgde zijn carrière eerst in de Verenigde Staten aan de Universiteit van Michigan en vervolgens aan het "Institut pour les études sémantiques et cognitive" van de Universiteit van Genève.
Later vervolgde hij zijn academische carrière als buitengewoon hoogleraar aan de faculteit Wiskunde, Natuurkunde en Natuurwetenschappen van de Universiteit van Palermo. Enkele jaren daarna verhuist hij terug naar Napels en vervolgt hij zijn carrière aan de leerstoel Theoretische Informatica en Berekeningen en Complexiteit aan de Universiteit Federico II van Napels.
Anno 2020 bekleedde hij de functie van professor Emeritus dankzij zijn wetenschappelijke en didactische bijdragen.
Zijn onderzoeksactiviteiten zijn gericht op de filosofische aspecten van de relatie tussen mens en machine, evolutionaire algoritmes, neurale netwerken, berekenbaarheidstheorie, complexiteitstheorie, computationele modellering van biologische systemen en terugkerende neurale netwerken.
In de loop der jaren heeft hij zijn academische activiteit gecombineerd met die van consultant voor de Italiaanse uitgeverij Adelphi, waarvoor hij sinds de oprichting een activiteit bijdrage heeft geleverd aan publicaties en wetenschappelijke artikelen.